# Yvonne Loriod
Yvonne Loriod (Houilles, 20 de enero de 1924–Saint-Denis, 17 de mayo de 2010) fue una pianista francesa.

## Biografía
Nació en Houilles, cerca de París. Comenzó sus estudios de piano a los 6 años. Desde pequeña tuvo la oportunidad de dar conciertos remunerados en la casa de su madrina y profesora madame Nelly Eminger-Sivade; en cada uno de ellos interpretaba una obra clásica, una romántica y una contemporánea. Antes de los 14 años, su repertorio incluía todos los conciertos de Mozart, todas las sonatas de Beethoven, el Clave bien temperado completo, así como las obras clásicas y románticas usuales para el estudio.
Sus maestros fueron Lazare Levy, Marcel Ciampi, Simone Caussade, Joseph Calvet, C. Estyle y después Darius Milhaud y Olivier Messiaen. Bajo su tutela agregó a su repertorio las obras para piano de Claude Debussy, Maurice Ravel y otros de sus contemporáneos.
Olivier Messiaen reconoció en ella su técnica deslumbrante y su memoria fenomenal para interpretar todo tipo de música. Prácticamente todas las partes pianísticas de sus obras orquestales fueron dedicadas a ella. En 1961 se casaron, convirtiéndose en la segunda esposa de Messiaen.
Enseñó piano durante 25 años en el Conservatorio de Música de París, recibiendo su premio siete veces. Con su abrumador dominio de la técnica pianística, la armonía, el contrapunto, la fuga, la composición y la orquestación, llegó a leer a primera vista las partituras de Messiaen y compilar las partes vocales de la ópera Saint François d'Assise de Messiaen.
Su hermana fue Jeanne Loriod, una de las primeras intérpretes de las Ondas Martenot.
Olivier Messiaen murió en abril de 1992 en Saint-Denis. Ella le sobrevivió 18 años, falleciendo el 17 de mayo de 2010 en Saint-Denis, París, a la edad de 86.

## Obra
Se debe a ella, junto a Heinz Holliger y George Benjamin, la terminación del Concert à Quatre que dejó incompleto Messiaen, y también la edición de Traité de rythme, de couleur et d’ornithologie, de siete tomos y más de cuatro mil páginas, en la cual su esposo había trabajado más de cuarenta años.
Ha destacado también por sus notables grabaciones de las obras pianísticas de Pierre Boulez y sobre todo las de Olivier Messiaen, que son consideradas referenciales.

## Enlaces relacionados
- Discografía en http://www.allmusic.com/

- Datos: Q235500
- Multimedia: Yvonne Loriod / Q235500